# Bullard (Teksas)
Bullard je gradić u američkoj saveznoj državi Teksas. Prema popisu stanovništva iz 2010. u njemu je živjelo 2.463 stanovnika.